# Nebkara
Nebkara, o Neferkara, posible faraón de la dinastía III que habría sido predecesor de Huny, ca. 2637 - 2621 a. C.

## Neferkara en las Listas Reales
En la Lista Real de Abidos, Neferkara es el nombre n.º 19, entre Sedyes, faraón de la dinastía III, y Seneferu, de la dinastía IV. 
En la Lista Real de Saqqara, Nebkara es el nombre n.º 14 y está colocado entre Dyeser teti y Huny, de la dinastía III.
En la Lista Real de Saqqara otro Neferkara es el octavo nombre y está colocado en la entre Sened y Neferkaseker, de la segunda dinastía.
Pudiera ser Soyfis, que reinó 16 años, o Tosertasis, que reina 19 años, de la lista de Manetón, según el epítome de Julio Africano.

## Construcciones de su época
Se le atribuye la pirámide septentrional en Zawyet el-Aryan, cuya base mide 110 m de ancho por 180 m de largo, que tiene inscripciones en varios bloques de Neferkara (o Nebkara, Nebka). 
N. Swelim fecha esta construcción al final de la dinastía III, rechazando la cronología propuesta por Lauer para esta pirámide datándola en la dinastía IV.

## Titulatura
| Titulatura | Jeroglífico | Transliteración (transcripción) - traducción - (referencias) |

| G5 |

| G5 |

| N28 | G29 |

| N28 | G29 |

| N28 | G29 |

| N28 | G29 |

| G5 |

| G5 |

| N28 | G29 |

| N28 | G29 |

| N28 | G29 |

| N28 | G29 |

| N5 | nfr | D28 |

| N5 | nfr | D28 |

| N5 | nfr | D28 |

| N5 | nfr | D28 |

| N5 | nfr | D28 |

| N5 | nfr | D28 |

| N5 | nfr | D28 |

| N5 | nfr | D28 |

| N5 | nfr | D28 |

| N5 | nfr | D28 |

| N5 | nfr | D28 |

| N5 | nfr | D28 |

| N5 | nfr | D28 |

| N5 | nfr | D28 |

| N5 | nfr | D28 |

| N5 | nfr | D28 |

| N5 | nb | D28 |

| N5 | nb | D28 |

| N5 | nb | D28 |

| N5 | nb | D28 |

| N5 | nb | D28 |

| N5 | nb | D28 |

| N5 | nb | D28 |

| N5 | nb | D28 |

| N5 | nb | D28 |

| N5 | nb | D28 |

| N5 | nb | D28 |

| N5 | nb | D28 |

| N5 | nb | D28 |

| N5 | nb | D28 |

| N5 | nb | D28 |

| N5 | nb | D28 |

## Otras hipótesis
- Algunos egiptólogos opinan que Neferkara es el faraón Jaba
- Varios eruditos piensan que Neferkara y Nebkara son distintos personajes.